# Eoophyla accra
Eoophyla accra là một loài bướm đêm trong họ Crambidae.